# Jacob Fenenga

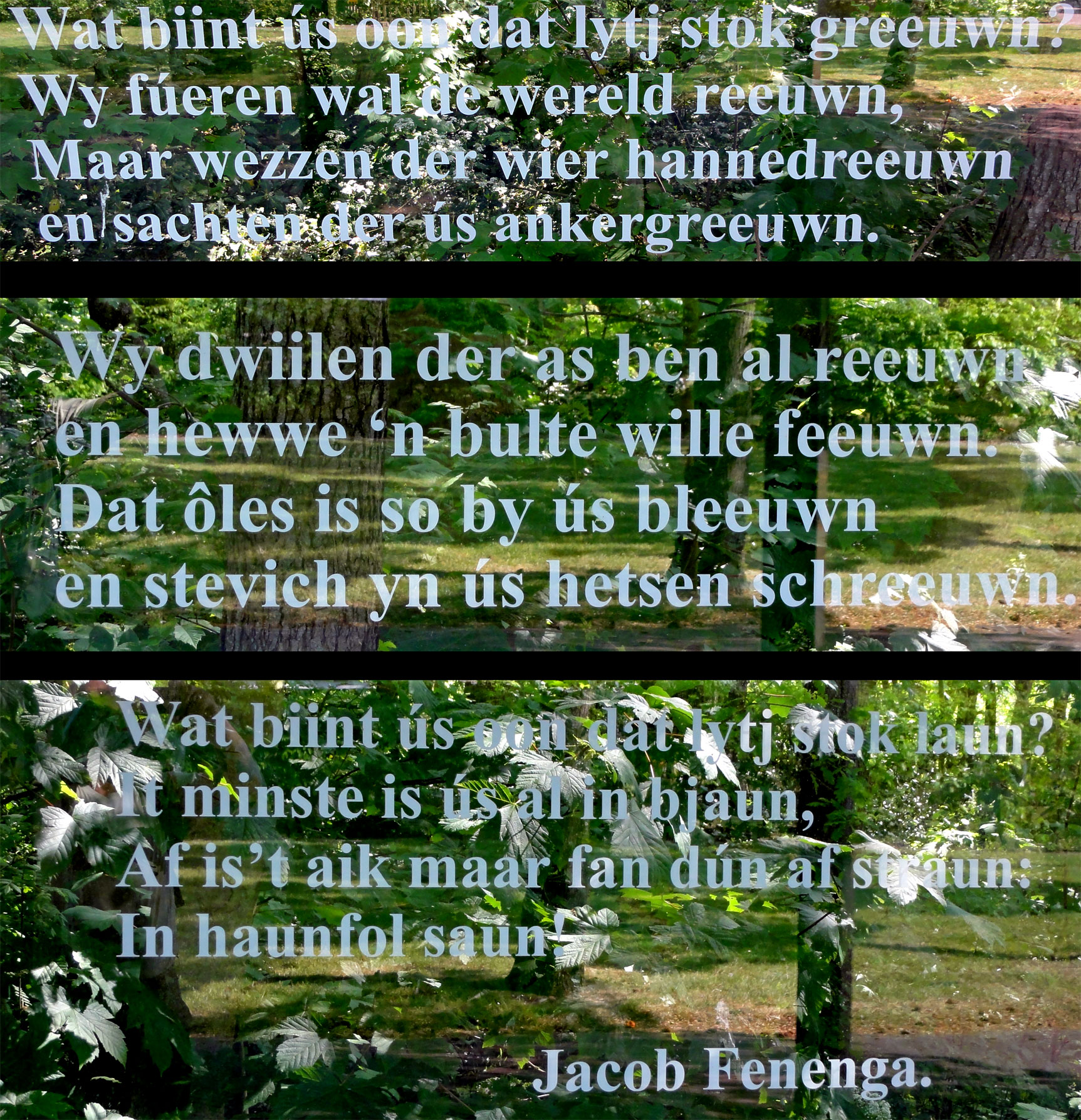
Gedicht in het Schiermonnikoogs door Jacob Fenenga op de glazen wanden van een bushalte aan de Oosterreeweg

Jacob Fenenga (Schiermonnikoog, 27 september 1888 - Groningen, 1 februari 1972) was gezagvoerder op de grote vaart en  een Friese dichter, die gedichten publiceerde in het Schiermonnikoogs.

## Leven en werk
Fenenga werd in 1888 geboren op Schiermonnikoog als zoon van Harmen Melles Fenenga en van Catharina Visser. Hij koos voor een loopbaan bij de grote vaart. Hij werd in 1914 eerste stuurman en rond 1917 gezagvoerder op schepen van de rederij Phs. van Ommeren te Rotterdam. Hij zou van zo'n twaalftal schepen van deze maatschappij het gezagvoerderschap bekleden. Op 12 september 1942 werd de tanker Woensdrecht, waarvan hij gezagvoerder was getorpedeerd. Het schip had 35 overlevenden aan boord van een getorpedeerd Engels schip. Na twee dagen werden de opvarenden gered. Fenenga kreeg hiervoor het oorlogsherinneringskruis uitgereikt.  Na de Tweede Wereldoorlog keerde hij terug met zijn gezin naar Schiermonnikoog, waar zij gingen wonen in het landhuis Sturmia aan de Reddingsweg. Zijn gedicht Wat biint us oon dat lytj stok laun? (Wat bindt ons aan dat stukje grond) is opgenomen in de Taalroute van Schiermonnikoog. De tekst is aangebracht op de glazen wanden van een bushalte aan de Oosterreeweg in Schiermonnikoog.
Fenenga trouwde op 31 december 1908 op Schiermonnikoog met Maria Jeannette Cornelia Hooghart. Hij overleed in februari 1972 op 83-jarige leeftijd in Groningen. Hij werd begraven op Schiermonnikoog. Zijn dochter Co van der Leij-Fenenga stelde met Laura H. van Bon-de Vries een liedboek van Schiermonnikoog samen "Ús eilaun besangen" is in eilander lietbúek